# Estadio Heliodoro Rodríguez López
Estadio Heliodoro Rodríguez López, ook wel Estadio de Tenerife, is een voetbalstadion in Santa Cruz de Tenerife, Spanje. Het stadion wordt op het moment het meest gebruikt voor voetbalwedstrijden en is het stadion van voetbalclub CD Tenerife. De capaciteit van het stadion bedraagt 24.000. Estadio Heliodoro Rodríguez López is het grootste stadion van de Canarische eilanden (in termen van speelveldoppervlak).

## Interlands
Het Spaans voetbalelftal speelde tot op heden drie interlands in het Estadio Heliodoro Rodríguez López.
| 1 | 13 december 1989 | Spanje – Zwitserland | 2 – 1 | Oefeninterland  |
| 2 | 9 februari 1994  | Spanje – Polen       | 1 – 1 | Oefeninterland  |
| 3 | 13 november 1996 | Spanje – Slowakije   | 4 – 1 | WK-kwalificatie |

Anoeta (Real Sociedad) ·
Balaídos (Celta de Vigo) ·
Benito Villamarín (Real Betis) ·
Olympisch Stadion Lluís Companys (FC Barcelona) ·
De la Cerámica (Villarreal CF) ·
Ciutat de València (Levante UD) ·
Coliseum Alfonso Pérez (Getafe CF) ·
El Sadar (CA Osasuna) ·
Martínez Valero (Elche CF) ·
Mendizorrotza (Deportivo Alavés) ·
Mestalla (Valencia CF) ·
Nuevo Los Cármenes (Granada CF) ·
Ramón de Carranza (Cádiz CF) ·
Ramón Sánchez Pizjuán (Sevilla FC) ·
RCDE Stadium (RCD Espanyol) ·
San Mamés (Athletic Bilbao) ·
Santiago Bernabéu (Real Madrid CF) ·
Vallecas (Rayo Vallecano) ·
Visit Mallorca Estadi (RCD Mallorca) ·
Estadio Wanda Metropolitano (Atlético Madrid)
Anduva (CD Mirandés) ·
Anxo Carro (CD Lugo) ·
Butarque (CD Leganés) ·
Can Misses (UD Ibiza) ·
Estadio Carlos Tartiere (Real Oviedo) ·
Cartagonova (FC Cartagena) ·
El Alcoraz (SD Huesca) ·
El Molinón (Sporting Gijón) ·
El Plantío (Burgos CF) ·
El Toralín (SD Ponferradina) ·
Fernando Torres (CF Fuenlabrada) ·
Gran Canaria (UD Las Palmas) ·
Heliodoro Rodríguez López (CD Tenerife) ·
Ipurua (SD Eibar) ·
José Luis Orbegozo (Real Sociedad B) ·
José Zorrilla (Real Valladolid) ·
Juegos Mediterráneos (UD Almería) ·
La Romareda (Real Zaragoza) ·
La Rosaleda (Málaga CF) ·
Montilivi (Girona FC) ·
Santo Domingo (AD Alcorcón) ·
Urritxe (SD Amorebieta)